# Kaga (Ishikawa)
Kaga (加賀市 -shi) é uma cidade japonesa localizada na província de Ishikawa.
Em 2003 a cidade tinha uma população estimada em 67 293 habitantes e uma densidade populacional de 443,89 h/km². Tem uma área total de 151,60 km².
Recebeu o estatuto de cidade a 1 de Janeiro de 1958.